# Villanueva Mesía
Villanueva Mesía é um município da Espanha na província de Granada, comunidade autónoma da Andaluzia, de área 11,10 km² com população de 2091 habitantes (2004) e densidade populacional de 188,38 hab/km².

## Demografia
| Variação demográfica do município entre 1991 e 2004 | Variação demográfica do município entre 1991 e 2004 | Variação demográfica do município entre 1991 e 2004 | Variação demográfica do município entre 1991 e 2004 |
| --------------------------------------------------- | --------------------------------------------------- | --------------------------------------------------- | --------------------------------------------------- |
| 1991                                                | 1996                                                | 2001                                                | 2004                                                |
| 1911                                                | 1922                                                | 2005                                                | 2091                                                |